# Glenea zalinensis
Glenea zalinensis é uma espécie de escaravelho da família Cerambycidae.